# Swarzędz
Swarzędz (in tedesco Schwersenz) è un comune urbano-rurale polacco del distretto di Poznań, nel voivodato della Grande Polonia.
Ricopre una superficie di 101,99 km² e nel 2006 contava 40 891 abitanti.